# Вја Гарња (Бреша)
Вја Гарња је насеље у Италији у округу Бреша, региону Ломбардија.
Према процени из 2011. у насељу је живело 33 становника. Насеље се налази на надморској висини од 329 м.